# (42775) Bianchini
Pour les articles homonymes, voir Bianchini.
(42775) Bianchini est un astéroïde de la ceinture principale.

## Description
(42775) Bianchini est un astéroïde de la ceinture principale. Il fut découvert le 26 octobre 1998 à Cima Ekar par Ulisse Munari et Flavio Castellani. Il présente une orbite caractérisée par un demi-grand axe de 3,14 UA, une excentricité de 0,25 et une inclinaison de 22,8° par rapport à l'écliptique.

## Compléments